# خرگوش لهستانی
خرگوش لهستانی( به انگلیسی: Polish rabbit)یک نژاد جمع و جور از خرگوش های اهلی است که اغلب توسط علاقه مندان پرورش داده می شود و معمولاً در نمایش های خرگوش به نمایش گذاشته می شود. با وجود نامش، خرگوش لهستانی به احتمال زیاد در انگلستان، نه لهستان سرچشمه گرفته است.نژادی که در بریتانیا به عنوان لهستانی شناخته می شود، نژادی است که در ایالات متحده به عنوان Britannia Petite شناخته می شود.نژادی که در ایالات متحده به عنوان لهستانی شناخته می شود در بریتانیا ناشناخته است.

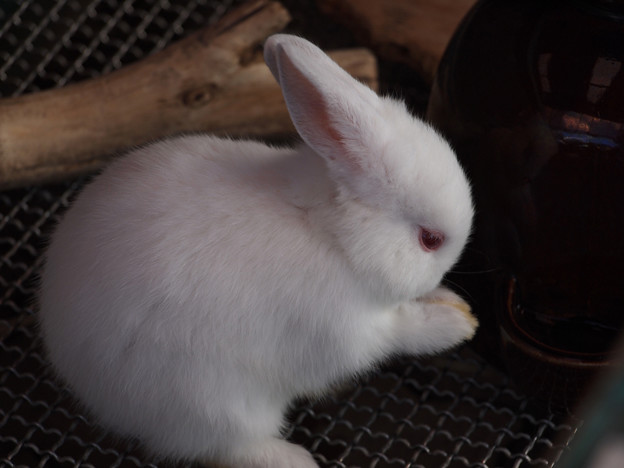
خرگوش لهستانی سفید با چشم های قرمز